# 扁桃炎
扁桃炎（へんとうえん、英: Tonsillitis）は、ウイルスや細菌が病原体となって炎症を起こす病気である。扁桃腺炎ともいわれていた。ウイルス性が多く、ライノウイルスやアデノウイルスなどが原因となり、ときにEBウイルスや単純ヘルペスウイルスなども起こしうる。常在菌には溶連菌やブドウ球菌、肺炎球菌などがあり、溶連菌感染の場合は合併症を起こしやすい。主に小児期に起こりやすいが、大人になっても感染する例もあり、また常在菌であるため、体力が低下した際などに再発することもある。ウイルス性の場合、単純ヘルペスウイルスを除いて基本的には治療薬はなく症状に応じた治療となる。細菌性の場合、治療には主に抗生物質が用いられる。再発頻度が高い（年に3 - 4回以上）場合は扁桃摘出の手術が行われることもある。

## 扁桃炎が起こる原因
扁桃には免疫細胞が多く、鼻や口から気管や肺へ侵入する病原体やウイルス、細菌に対しての防御機能を果たす。一方で、表面に腺窩が多いため細菌の巣になりやすく、感染源となってしまうこともある。扁桃が病原体に感染し、炎症が起きた状態が扁桃炎（急性扁桃炎）である。扁桃を腫らし始めるのは2 - 3歳ごろからで、6 - 9歳でピークを迎える。扁桃は口の奥にあり、ここが炎症を起こすと赤くなり、白い膿栓が付くこともある。
口蓋扁桃は4歳から8歳の時期に最も活発になり、大きさも最大になるが、その後、徐々に小さくなり。大人ではほとんどわからなくなる。大人になっても扁桃が小さくならずに炎症が続き、ある程度の大きさを保っているのを、慢性扁桃炎と呼ぶ。この場合、扁桃に病原菌が常在していると、抵抗力が弱った時や、新たに細菌の侵入を受けた時などに、扁桃にある病原菌の力が体の抵抗力を上回るため、扁桃炎が起きる。

## 症状

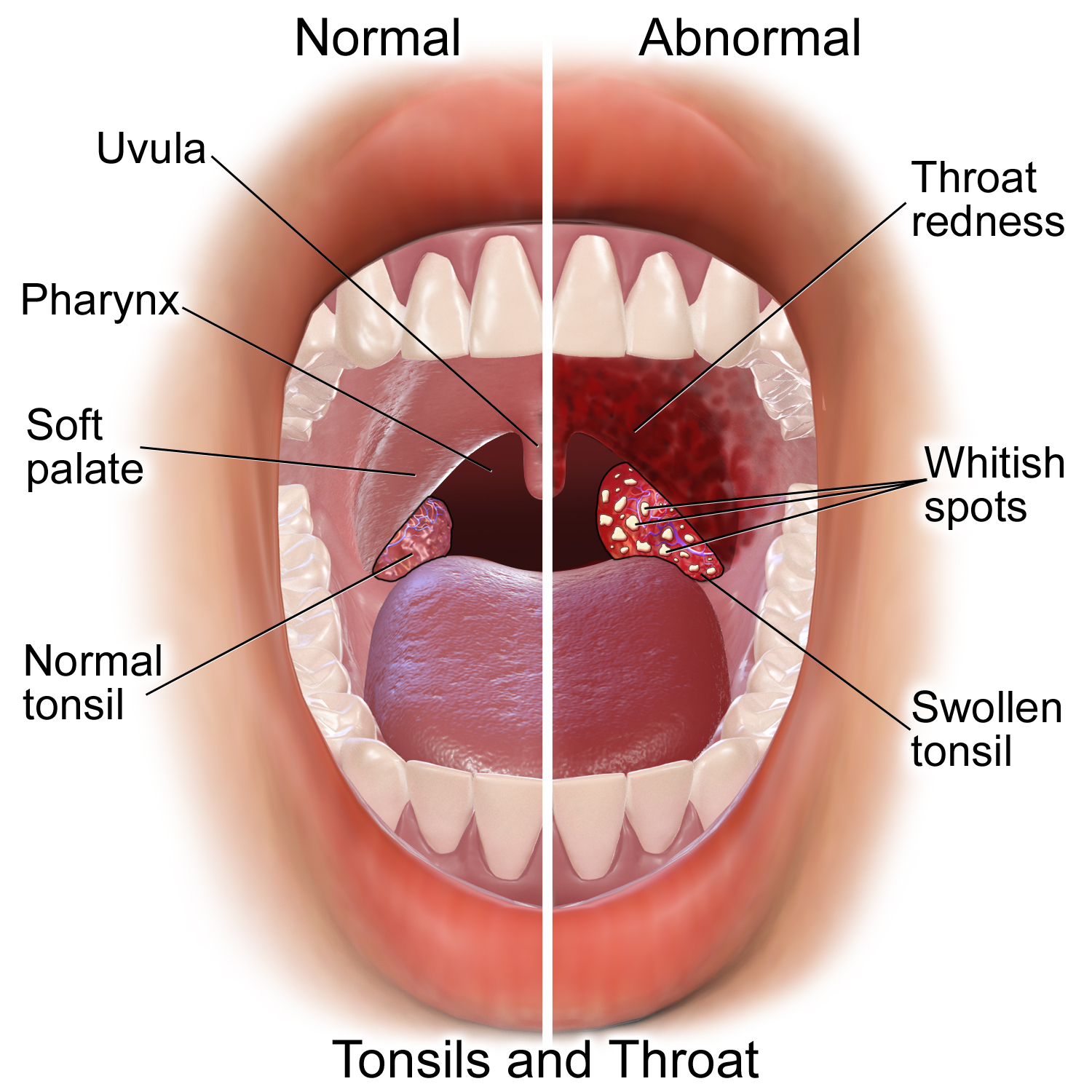
通常時（左）と扁桃炎（右）の比較図。扁桃炎に罹ると咽喉と扁桃が赤く腫れて白い膿栓があらわれる。

主な症状としては38度以上の発熱、咽頭の痛み、悪寒戦慄、 倦怠感、頭痛、関節痛に加え、顎の下や頚部のリンパ節の腫れなどで、痛みが耳や側頭部に広がることもある。高熱を出すため、高熱に特徴的な症状が多い。扁桃炎は鼻かぜから起こることもあり、また、扁桃炎がもとで鼻や喉頭、気管などに炎症が起こって、結果的に風邪の症状となるため、扁桃を腫らす傾向のある人は風邪をひきやすい、あるいは、風邪をひくとすぐ咽頭が腫れるとみなされがちである。また関節痛が出ることもある。風邪に続いて起こることが多い。また膿栓が広がって、扁桃の表面にある陰窩を白色の膜で覆うようになる。これを陰窩性扁桃炎という。原因となるのは溶連菌、ブドウ球菌、肺炎球菌等があげられる。しかし事前に風邪を引いている段階で抗生物質が用いられると、原因が特定できない場合も多い。
急性扁桃炎で、さらに奥にある扁桃に炎症が及ぶと扁桃周囲炎となる。扁桃周囲炎は、急性扁桃炎が治りかけたころに手当てを怠り、悪化した結果の症状で、高熱と激しい咽頭の痛みがある。片側の口蓋扁桃の上に膿瘍ができ、赤く腫れて化膿するため口臭が強くなる。

### 扁桃炎を起こすウイルス
- アデノウイルス
- 単純ヘルペスウイルス
- EBウイルス
- エンテロウイルス

### 扁桃炎を起こす細菌
- 溶連菌
- 肺炎球菌
- インフルエンザ菌[1]
- 黄色ブドウ球菌

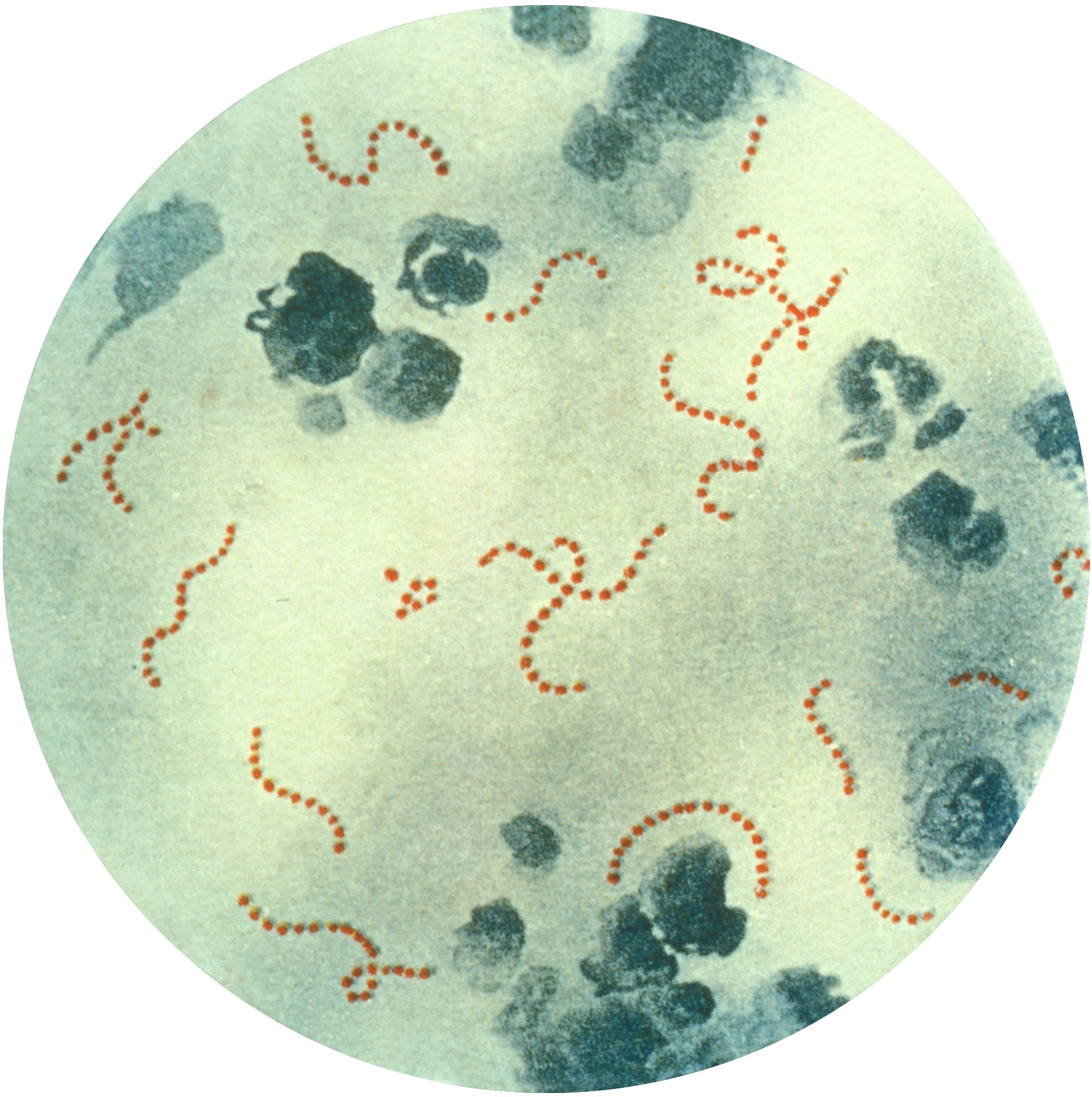
溶連菌

溶連菌感染の場合の合併症として、下記の3つがあげられる。
- 急性糸球体腎炎
  - 体が急にむくみ、尿が出ない、あるいは血尿や蛋白尿が出たりするなどの症状がある。塩分を制限して、安静にしておく必要がある。
- アレルギー性紫斑病
  - 打撲したわけでもないのに、下肢に出血班が出たり、関節痛や腹痛を起こしたりする。この病気は原因不明の血管の炎症であるが、溶連菌が一部関与しているといわれる。
- リウマチ熱
  - 発熱と関節痛があり、湿疹が出たり、また皮下に結節ができることもある。心臓への影響が大きく、心臓そのものの炎症である心炎、リウマチ性弁膜症を起こす。舞踏病を起こすこともある。

## 慢性扁桃炎

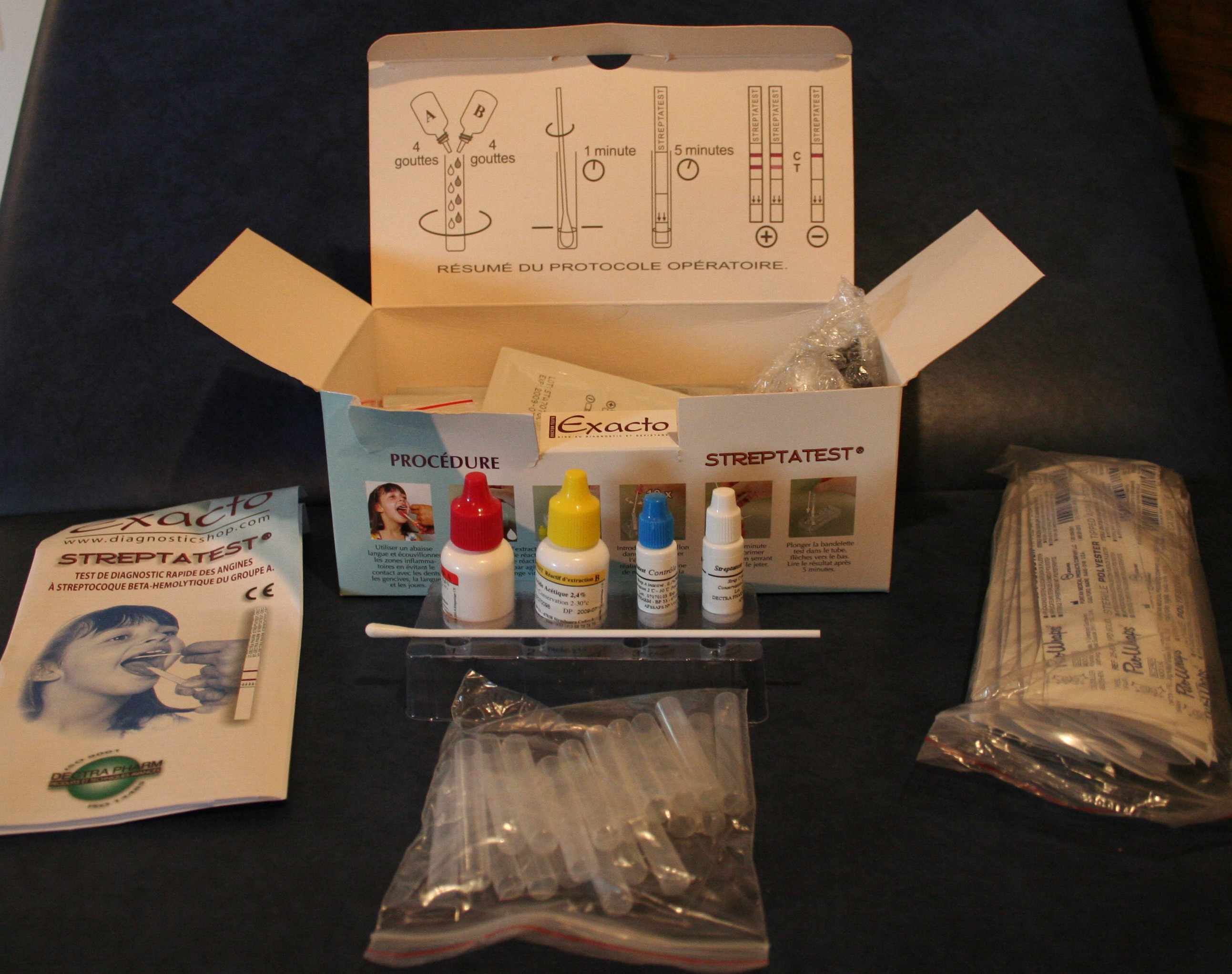
扁桃炎用の検査キット

慢性扁桃炎は、年に何回も扁桃炎を繰り返して高熱を出す。扁桃のくぼみに細菌が蓄積され、これが原因で全身感染を起こすこともある。また、扁桃腺周囲炎の状態で膿がたまると扁桃腺周囲膿瘍になる。このような症状は溶連菌感染によるものが多いとされるが、他に黄色ぶどう球菌や肺炎球菌、およびウイルスによるものがある。暴飲暴食や過労、咽頭の乾燥などが主な原因で、血液検査をすると、白血球数の増加とCRP値（炎症の程度を示す検査値）の上昇が認められる。また、細菌検査をすれば発生原因となる菌が検出される。他にワンサン・アンギーナ、単核細胞性アンギーナ、無顆粒細胞性アンギーナがあり、単核細胞性アンギーナは、骨髄の病気である伝染性単核症によって引き起こされる。
急性扁桃炎が慢性化したのが慢性扁桃炎である。慢性扁桃炎には突然急性化する場合があり、急性の症状を、1年に3回から5回にわたり繰り返す場合を特に習慣性扁桃炎と呼ぶ。習慣性扁桃炎では、病巣感染といって関節や腎臓、皮膚など、ほかの部位にも病気が起こることがある。

### 慢性扁桃炎の種類
慢性扁桃炎は「習慣性扁桃炎」、「慢性単純性扁桃炎」、そして「扁桃病巣感染症」の3種類に分けられる。

#### 習慣性扁桃炎
子供に多い。3歳頃から発症が始まり、6歳位がピークとなる。通常成人するまでには納まるが、大人になってから発症することもある。
＜症状＞
- 咽頭痛
- 高熱
- 嚥下痛
- 耳放散痛
- 倦怠感

ただし、安定期に症状が出ることはない。

#### 慢性単純性扁桃炎
ほとんどの場合、大人が感染する。原因は飲酒・喫煙などで、急性扁桃炎からそのまま移行することもある。
＜症状＞
- 咽頭の痛み
- 微熱
- 乾燥
- 刺激物をとるとしみる
- 喉に異物感

#### 扁桃病巣感染症
腎臓、皮膚、関節などの病気を併発する。
＜症状＞
- 関節リウマチ
- IgA腎症
- 掌蹠膿疱症
- 胸肋鎖骨過形成症など

## 治療方法

### 薬物による治療

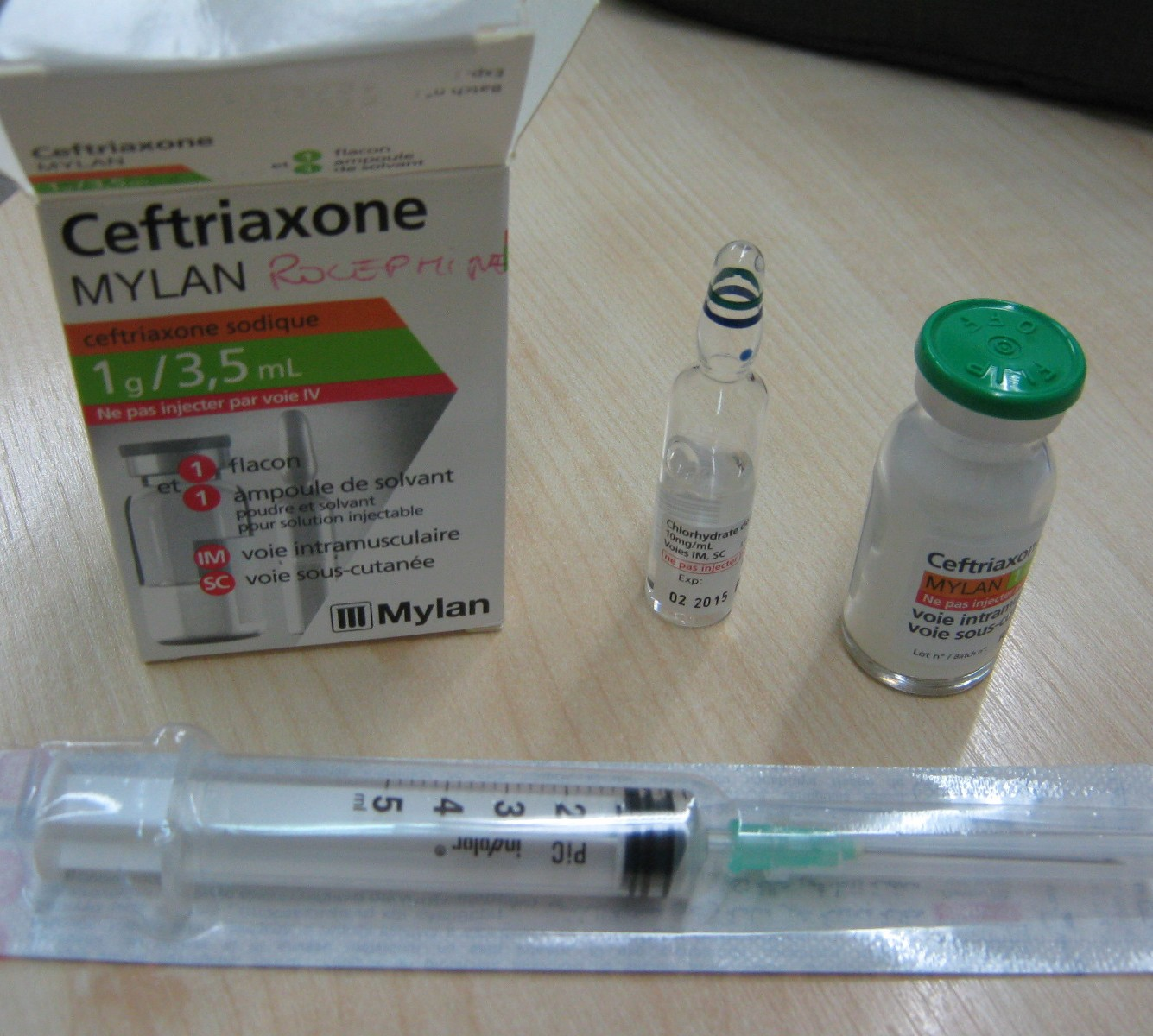
セフェム系抗生物質

合併症を避けるためにも、医師の治療を受ける方がいい。安静、うがい、湿布、口内錠やトローチなどに加え、水分や、抗体の産生が促されるビタミンCが必要である。薬物としては抗生物質に加え、炎症を抑える抗プラスミン剤、非ステロイド系抗炎症剤が用いられる。他にルゴール液の塗布もある。日頃はよくうがいをし、不規則な生活を慎むことが大事である。またのどの痛みがある場合は、入浴、飲酒、喫煙は避けるべきである。
ウイルスが原因の場合は、単純ヘルペス以外は特効薬がないので、抗生物質を使用せずに、症状に応じた治療が行われる。単純ヘルペスの場合は、水疱瘡と同じ薬アシクロビル（ゾビラックス）、バラシクロビル（バルトレックス）などを用いる。EBウイルスが原因の伝染性単核症による扁桃炎は、肝炎を起こしたり肝臓が腫れたりすることがあり、また発熱が続いたりもする。発熱に対しては解熱剤、関節痛には痛み止めの内服薬や湿布薬などが用いられる。
細菌が原因で起こる扁桃炎は、抗生物質による治療が行われる。当該の細菌にもっとも効果の高い抗生物質を使用するために、綿棒でノドをこすり、その綿棒を培地に入れて、3日間ほど細菌を繁殖させるが、溶血性連鎖球菌（溶連菌）では、迅速審査により15分程度で判ることがある。溶連菌による扁桃炎の場合は、除菌が望ましく、ペニシリン系抗生物質を10日間、またはセフェム系抗生物質を5日間使う。またアジスロマイシン（ジスロマック）を用いることもある。

### 手術による治療

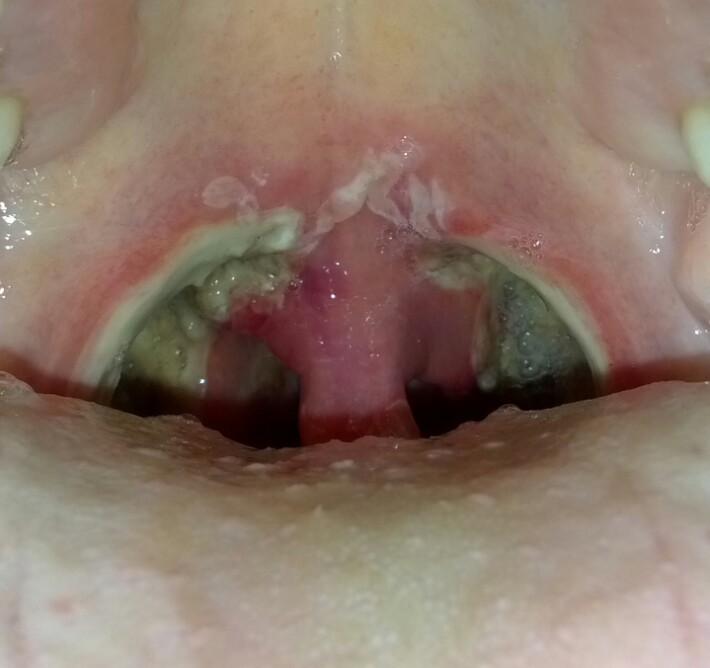
扁桃除去手術後2日後の患部

扁桃を腫らす頻度が高い場合は、扁桃摘出術を行うことがある。この目的は扁桃腺の炎症を起こさないことと、病巣感染を防ぐためである。病巣感染で要注意なのは、関節では関節リューマチ、腎臓では腎炎やIgA腎症などの合併症である。扁桃摘出の手術については、習慣性扁桃炎で、目安として1年に4回以上扁桃腺を腫らすような場合、第三度肥大くらいでものを飲み込みにくい、あるいは呼吸が困難と思われる場合は受けた方がいい。この時にアデノイドも摘出することがある。
手術は全身麻酔または局所麻酔で行われ、術後1週間は安静にして、1か月ほど経ってから元の生活に戻して行く。術後は口内の痛みが治まれば、顔や声にも影響は残らず、術前のように扁桃を腫らすこともなくなる。アメリカでは幼少時に積極的に手術治療を行い除去することが慣習となっている。
扁桃膿瘍の場合は、膿汁の排泄が目的となる。膿瘍がどこにあるか、どのような状態であるかを考慮したうえで、注射針で穿刺吸引する場合と、局所麻酔後にメスで切開する場合とがある。